# Всеобщие выборы на Кубе (1916)
Всеобщие выборы на Кубе проходили 1 ноября 1916 года. На президентских выборах президент Марио Гарсиа Менокаль был переизбран на 2-й срок. На парламентских выборах Национальная консервативная партия и Национальная либеральная партия получив по 27 мест из 60 мест парламента Палаты представителей. Либералы получили больше голосов и считали выборы сфальфицированными, из-за чего подняли восстание.

## Результаты

### Выборы в Сенат
| Партия                             | Голосов | % | Мест |
| ---------------------------------- | ------- | - | ---- |
| Национальная консервативная партия |         |   | 8    |
| Либеральная партия                 |         |   | 4    |
| Недействительных/пустых бюллетеней |         | - | -    |
| Всего                              |         |   | 12   |
| Источник: Nohlen                   |         |   |      |

### Выборы в Палату представителей
| Партия                             | Голосов | % | Мест |
| ---------------------------------- | ------- | - | ---- |
| Патриотическое соединение          |         |   | 27   |
| Либеральная партия                 |         |   | 27   |
| Юнионистская либеральная партия    |         |   | 4    |
| Провинциальная либеральная партия  |         |   | 2    |
| Недействительных/пустых бюллетеней |         | - | -    |
| Всего                              |         |   | 60   |
| Источник: Nohlen                   |         |   |      |